# Голощапи
Голощапи (рос. Голощапы) — присілок в Опочецькому районі Псковської області Російської Федерації.
Населення становить 82 особи. Входить до складу муніципального утворення Варигинська волость.

## Історія
Від 2015 року входить до складу муніципального утворення Варигинська волость.

## Населення
| 2001 | 2002 | 2010 | 2013 | 2014 | 2015 | 2016 |
| ---- | ---- | ---- | ---- | ---- | ---- | ---- |
| 70   | ↗83  | ↘81  | ↗83  | ↗86  | ↘79  | ↗82  |